# Barbourville
Barbourville is een plaats (city) in de Amerikaanse staat Kentucky, en valt bestuurlijk gezien onder Knox County.

## Demografie
Bij de volkstelling in 2000 werd het aantal inwoners vastgesteld op 3589.
In 2006 is het aantal inwoners door het United States Census Bureau geschat op 3569, een daling van 20 (-0,6%).

## Geografie
Volgens het United States Census Bureau beslaat de plaats een oppervlakte van
9,0 km², geheel bestaande uit land. Barbourville ligt op ongeveer 305 m boven zeeniveau.

## Plaatsen in de nabije omgeving
De onderstaande figuur toont nabijgelegen plaatsen in een straal van 32 km rond Barbourville.